# Haltérophilie aux Jeux olympiques d'été de 2020 - Plus de 87 kg femmes
Navigation
Rio 2016 Paris 2024
L'épreuve des plus de 87 kg femmes  en haltérophilie des Jeux olympiques d'été de 2020 a eu lieu le 2 août 2021 au Tokyo International Forum.

## Records
Avant cette compétition, les records dans cette discipline étaient :
| Record du monde  | Arraché     | Li Wenwen (CHN) | 148 kg | Tachkent, Ouzbékistan | 25 avril 2021     |
| Record du monde  | Épaulé-jeté | Li Wenwen (CHN) | 187 kg | Tachkent, Ouzbékistan | 25 avril 2021     |
| Record du monde  | Total       | Li Wenwen (CHN) | 335 kg | Tachkent, Ouzbékistan | 25 avril 2021     |
| Record olympique | Arraché     | Norme olympique | 139 kg | –                     | 1er novembre 2018 |
| Record olympique | Épaulé-jeté | Norme olympique | 172 kg | –                     | 1er novembre 2018 |
| Record olympique | Total       | Norme olympique | 335 kg | –                     | 1er novembre 2018 |

Les records suivants ont été établis pendant la compétition :
| Arraché     | 140 kg | Li Wenwen | OR |
| Épaulé-jeté | 180 kg | Li Wenwen | OR |
| Total       | 320 kg | Li Wenwen | OR |

## Programme
L'épreuve des plus de 87 kg se déroule sur une journée selon le programme suivant :
Tous les horaires correspondent à l'UTC+9
| Date              | Horaire | Manche   |
| ----------------- | ------- | -------- |
| Lundi 2 août 2021 | 11 h 50 | Groupe B |
| Lundi 2 août 2021 | 19 h 50 | Groupe A |

## Médaillés
| Or        | Argent         | Bronze       |
| Li Wenwen | Emily Campbell | Sarah Robles |

## Résultats
Li Wenwen remporte l'épreuve.
| Rang | Athlète                  | Nation                 | Groupe | Poids  | Arraché (kg) | Arraché (kg) | Arraché (kg) | Arraché (kg) | Épaulé-jeté (kg) | Épaulé-jeté (kg) | Épaulé-jeté (kg) | Épaulé-jeté (kg) | Total  |
| Rang | Athlète                  | Nation                 | Groupe | Poids  | 1            | 2            | 3            | Résultat     | 1                | 2                | 3                | Résultat         | Total  |
| ---- | ------------------------ | ---------------------- | ------ | ------ | ------------ | ------------ | ------------ | ------------ | ---------------- | ---------------- | ---------------- | ---------------- | ------ |
| 1    | Li Wenwen                | Chine                  | A      | 150.10 | 130          | 135          | 140          | 140 OR       | 162              | 173              | 180              | 180 OR           | 320 OR |
| 2    | Emily Campbell           | Grande-Bretagne        | A      | 124.80 | 118          | 122          | 122          | 122          | 150              | 156              | 161              | 161              | 283    |
| 3    | Sarah Robles             | États-Unis             | A      | 148.30 | 120          | 125          | 128          | 128          | 150              | 154              | 157              | 154              | 282    |
| 4    | Lee Seon-mi              | Corée du Sud           | A      | 118.90 | 118          | 122          | 125          | 125          | 148              | 152              | 155              | 152              | 277    |
| 5    | Nurul Akmal              | Indonésie              | A      | 113.55 | 107          | 111          | 115          | 115          | 141              | 151              | 154              | 141              | 256    |
| 6    | Charisma Amoe-Tarrant    | Australie              | A      | 154.05 | 95           | 100          | 105          | 105          | 123              | 128              | 138              | 138              | 243    |
| 7    | Verónica Saladín         | République dominicaine | A      | 126.20 | 105          | 111          | 116          | 111          | 125              | 131              | –                | 131              | 242    |
| 8    | Kuinini Manumua          | Tonga                  | A      | 108.50 | 100          | 103          | 106          | 103          | 125              | 125              | 128              | 125              | 228    |
| 9    | Eyurkenia Duverger       | Cuba                   | B      | 103.65 | 96           | 100          | 100          | 96           | 120              | 124              | 129              | 129              | 225    |
| 10   | Sarah Fischer            | Autriche               | A      | 93.35  | 93           | 97           | 97           | 97           | 117              | 123              | 123              | 123              | 220    |
| 11   | Anna Van Bellinghen      | Belgique               | B      | 87.10  | 96           | 100          | 100          | 96           | 115              | 119              | 123              | 123              | 219    |
| 12   | Erdenebatyn Bilegsaikhan | Mongolie               | B      |        | 80           | 85           | 87           | 85           | 115              | 120              | 122              | 122              | 207    |
| 13   | Scarleth Ucelo           | Guatemala              | B      | 113.50 | 86           | 87           | 87           | 87           | 107              | 112              | 116              | 116              | 203    |
| –    | Laurel Hubbard           | Nouvelle-Zélande       | A      | 146.70 | 120          | 125          | 125          | –            | –                | –                | –                | –                | DNF    |